# Barilović
Barilović (dříve Barilovići) je vesnice a sídlo stejnojmenné opčiny v Chorvatsku v Karlovacké župě. Nachází se u břehu řeky Korany, asi 9 km jihozápadně od Karlovace. V roce 2001 žilo v Barilovići 307 obyvatel, v celé opčině pak 3 095 obyvatel.
V opčině se nachází celkem 44 vesnic. Největší vesnicí je Belajske Poljice s 580 obyvateli. Střediskem obce a zároveň druhou největší vesnicí je Barilović. Většina sídel jsou však většinou malé vesničky, které často nedosahují 50 a někdy ani 10 obyvatel. Vesnice Gornji Poloj, Mrežnica a Novi Dol jsou dokonce i opuštěné.
- Banjsko Selo – 146 obyvatel
- Barilović – 307 obyvatel
- Belaj – 154 obyvatel
- Belajske Poljice – 580 obyvatel
- Belajski Malinci – 39 obyvatel
- Carevo Selo – 42 obyvatel
- Cerovac Barilovićki – 145 obyvatel
- Donja Perjasica – 14 obyvatel
- Donji Skrad – 12 obyvatel
- Donji Velemerić – 149 obyvatel
- Gaćeško Selo – 6 obyvatel
- Gornji Poloj – 0 obyvatel
- Gornji Velemerić – 109 obyvatel
- Kestenak – 7 obyvatel
- Koranska Strana – 13 obyvatel
- Koranski Brijeg – 68 obyvatel
- Koransko Selo – 33 obyvatel
- Kosijersko Selo – 33 obyvatel
- Križ Koranski – 49 obyvatel
- Leskovac Barilovićki – 147 obyvatel
- Lučica – 40 obyvatel
- Mala Kosa – 6 obyvatel
- Mali Kozinac – 27 obyvatel
- Marlovac – 12 obyvatel
- Maurovići – 13 obyvatel
- Miloševac – 14 obyvatel
- Mrežnica – 0 obyvatel
- Novi Dol – 0 obyvatel
- Novo Selo Perjasičko – 2 obyvatelé
- Orijevac – 6 obyvatel
- Perjasica – 34 obyvatel
- Podvožić – 279 obyvatel
- Ponorac Perjasički – 20 obyvatel
- Potplaninsko – 8 obyvatel
- Siča – 171 obyvatel
- Srednji Poloj – 14 obyvatel
- Svojić – 23 obyvatel
- Šćulac – 152 obyvatel
- Štirkovac – 7 obyvatel
- Točak Perjasički – 8 obyvatel
- Veliki Kozinac – 31 obyvatel
- Vijenac Barilovićki – 93 obyvatel
- Zinajevac – 3 obyvatelé
- Žabljak – 79 obyvatel